# Cuszima
Cuszima (jap. 対馬 Tsushima) – grupa wysp położona pośrodku Cieśniny Koreańskiej, o współrzędnych 34°00′N i 129°00′E. Należy do japońskiej prefektury Nagasaki. W przeszłości była wyodrębniona jako prefektura Tsushima. W marcu 2004 roku wszystkie sześć miast położonych na Cuszimie zostało połączonych administracyjnie i utworzyło miasto Cuszima, obejmujące całą powierzchnię archipelagu. Powierzchnia miasta Cuszima wynosi 707,42 km², a powierzchnia głównej wyspy 695,74 km².

## Geografia

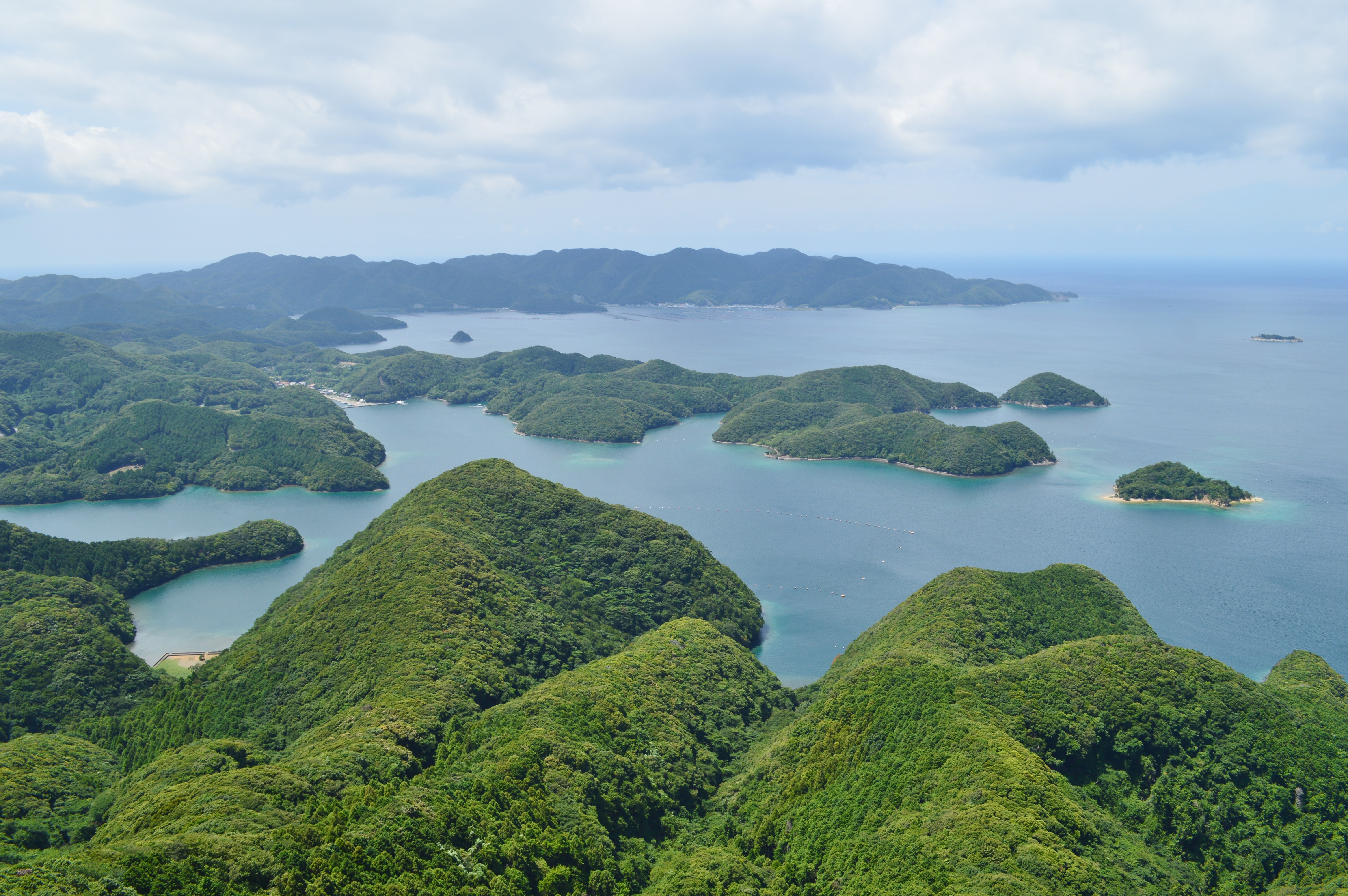
Widok na zatokę Asō u wybrzeża Cuszimy

Cuszima jest położona całkowicie w Cieśninie Koreańskiej, na południowy wschód od Półwyspu Koreańskiego i na zachód od cieśniny Kanmon, rozdzielającej główne wyspy japońskie Honsiu i Kiusiu oraz łączącej Cieśninę Koreańską z Morzem Wewnętrznym. Cuszima dzieli Cieśninę Koreańską na dwa kanały. Wschodni, nieco szerszy z dwóch, jest również znany jako Cieśnina Cuszimska. Przez Cuszimę przebiegają dwa kanały łączące głęboko wciętą w ląd zatokę Asō na zachodzie z Cieśniną Cuszimską. Noszą nazwy Ōfunakoshi-seto i Manzeki-seto i zostały zbudowane odpowiednio w latach 1671 i 1900. Za część archipelagu uznaje się też trzynaście mniejszych wysepek otaczających dwie główne wyspy. Wyspy Cuszima i Iki tworzą Quasi-Park Narodowy Iki-Tsushima, który został wyodrębniony jako rezerwat przyrody, dla jej ochrony przed nadmiernymi wpływami cywilizacji.
Cuszima jest uważana przez administrację japońską za pojedynczą wyspę, choć w rzeczywistości składa się z dwóch odrębnych części, o całkowitej powierzchni 695,74 km² (analogiczna sytuacja jak w przypadku Gwadelupy). Zatoka Aso wcina się głęboko w ląd w centralnej części Cuszimy, dzieląc ją na dwie części. Wyspa północna jest nazywana Kami-no-shima (dosłownie Wyspa Górna), a południowa Shimo-no-shima (Wyspa Dolna). Do najwyższych gór należą m.in.: Yatachi o wysokości 649 m n.p.m., Shira o wysokości 512 m n.p.m., Ibeshi (344 m n.p.m.) i Mi (487 m n.p.m.). Obie wyspy są obecnie połączone przez kombinację mostu i grobli.
Cuszima jest japońskim terytorium położonym najbliżej Korei, zaledwie pięćdziesiąt kilometrów od Pusan. Przy dobrej pogodzie z najwyższych punktów północnych gór można dostrzec wzniesienia i góry Korei. Najbliższy japoński port, Iki, leży także w odległości 50 km, na wyspie Iki, położonej w Cieśninie Cuszimskiej.

### Klimat
Cuszima posiada morski klimat podzwrotnikowy, pozostający pod silnym wpływem wiatrów monsunowych. Średnia temperatura powietrza wynosi 15,5 °C, a średnie roczne opady – 2133 milimetrów. Najwyższą zanotowaną temperaturą było 36,0 °C w 1966, a najniższą –8,6 °C w 1895. W czasie roku temperatura na Cuszimie jest przeważnie o jeden lub dwa stopnie Celsjusza niższa niż w Nagasaki. Opady są zazwyczaj wyższe niż na głównych wyspach Japonii, co przypisuje się różnicy w ich rozmiarach. Ze względu na niewielkie rozmiary i izolację, Cuszima jest wystawiona ze wszystkich stron na wilgotne morskie powietrze, które wznosi się napotykając strome zbocza wysp, powodując opady. Kontynentalne wiatry monsunowe niosą ze sobą less z Chin na wiosnę i schładzają wyspy zimą. Pora deszczowa zaczyna się i kończy później niż w innych rejonach prefektury Nagasaki. Cuszima rzadko jest nękana bezpośrednimi uderzeniami tajfunów.

## Historia

### Wczesna historia
Dowody archeologiczne sugerują, że pomiędzy okresami Jōmon i Kofun Cuszima była już zasiedlona, zarówno z Półwyspu Koreańskiego, jak i z Wysp Japońskich. Według chińskiego tekstu historycznego Sanguo Zhi, tysiąc rodzin założyło na Cuszimie królestwo Tsuikai. Rodziny te rozciągały kontrolę nad wyspą Iki i ustanowiły powiązania handlowe z Japonią (okres Yayoi). Z powodu niewielkiej ilości ziemi uprawnej na Cuszimie, mieszkańcy zajmowali się głównie rybołówstwem i handlem. Według japońskiej mitologii Cuszima była jedną z ośmiu pierwotnych wysp stworzonych przez bóstwa shintō: Izanagi i Izanami.
Poczynając od VI w. Cuszima była prowincją Japonii, jako prowincja Tsushima (Tsushima-no-kuni lub Taishū). Przed powstaniem dynastii Joseon w Korei, Koreańczycy uznawali niekiedy Cuszimę za swoje terytorium. Po dojściu tej dynastii do władzy Korea rozpoczęła kolonizację wysp i silnie podkreślała swoje zwierzchnictwo nad nimi. Niektórzy uważają, że starożytne koreańskie królestwo Silla posiadało Cuszimę jako lenno, nie jest jednak wiadomo, czy miało nad nią rzeczywistą kontrolę. Odkrycie książki napisanej przez amerykańskiego misjonarza Homera Hulberta, wspominającej o tymczasowej okupacji Cuszimy przez Silla, zostało użyte jako dowód na to twierdzenie przez co najmniej jednego współczesnego historyka koreańskiego, Lee Hyun-bok.
Zgodnie z zasadami wprowadzonymi przez kodeks Taihō (Taihō-ritsuryō) w VIII wieku, Cuszima została prowincją Japonii, politycznie i ekonomicznie związaną z Dazaifu, centralnym miastem Kiusiu oraz centralnym rządem Japonii. Ze względu na swoje strategiczne położenie Cuszima odegrała istotną rolę w obronie Japonii przed inwazjami z kontynentu oraz w rozwoju linii handlowych z Balhae i Zjednoczonym Silla w Korei. Po wygranej przez chińską dynastię Tang bitwie pod Baek-gang w 663 roku, na Cuszimie pojawili się strażnicy graniczni oraz zbudowano zamek Kaneda.
Aż do okresu Heian prowincja Tsushima była zarządzana przez regionalnych administratorów (tytuł dziedziczny) zwanych kuni no miyatsuko, a następnie do połowy XIII w. przez klan Ahiru. Przez pokolenia rola i tytuł „gubernatora Cuszimy” przypadał wyłącznie członkom klanu Shōni. Jednakże faktyczną kontrolę nad Cuszimą sprawował podporządkowany Shōni klan Sō, ponieważ Shōni pozostawali na Kiusiu. Klan Sō rządził Cuszimą do schyłku XV wieku.
W tym okresie Cuszima była ważnym ośrodkiem handlowym. Po inwazji Toi, rozpoczęła się prywatna wymiana handlowa pomiędzy Goryeo, Cuszimą, Iki i Kiusiu, została jednak powstrzymana przez inwazje Mongołów na Japonię między 1274 a 1281. Koryosa, historyk dynastii Goryeo, wspomina, że w 1274 mongolska armia, w skład której wchodziło wielu koreańskich żołnierzy, zabiła na wyspach wielu ludzi. Jednakże Mongołowie zostali ostatecznie powstrzymani przed dalszą agresją przeciwko Japonii.
Cuszima, obok Iki i Matsu’ury, stała się jedną z głównych baz piratów zwanych po chińsku wokou, a po japońsku wakō. Cierpiąc z powodu powtarzających się ataków, Goryeo i ich następcy, dynastia Joseon, zawierali kontrakty handlowe dla uspokojenia piratów, a także negocjowali z siogunatem Muromachi i jego przedstawicielstwem na Kiusiu. W 1389 roku, generał Park Wi z Goryeo próbował oczyścić wyspy z piratów, ale powstanie w Korei zmusiło go do odwrotu.
19 czerwca 1419 roku, król Taejong Joseon rozkazał zaufanemu generałowi Yi Jong Mu oczyszczenie wysp z morskich rozbójników przy użyciu floty złożonej z 227 okrętów i 17 tys. żołnierzy. Po usunięciu piratów, Cuszima znalazła się w sferze wpływów dynastii Joseon.
Z powodu niedostatku żywności na wyspach w 1436 roku, miejscowy klan Sō zwrócił się o pomoc do króla Sejonga z Korei. W odpowiedzi król formalnie skolonizował Cuszimę i włączył ją do prowincji Gyeongsang, mimo iż Japonia nadal zgłaszała roszczenia zwierzchności nad wyspami. Jednakże zgodnie z traktatem Gyehae z 1443 roku, Koreańczycy ograniczyli ilość ryżu przewożoną na jednym statku oraz handel do pięćdziesięciu statków rocznie. Następnie w Traktacie Kakitsu dynastia Joseon zagwarantowała klanowi Sō uprzywilejowaną pozycję w handlu z Koreą. Do końca XVI w. klan Sō zmonopolizował handel z Koreą.
W 1510 roku japońscy kupcy rozpoczęli powstanie przeciwko zaostrzeniu polityki Joseonów w stosunku do Japończyków z Cuszimy i Iki handlujących w Pusan, Ulsan i Jinhae. Klan Sō wspierał to powstanie, jednak zostało ono szybko stłumione. W późniejszym okresie zostało ono nazwane „incydentem trzech portów”. Handel został wznowiony w 1512 roku pod kierunkiem króla Chungjonga, ale w bardzo ograniczonym zakresie i tylko 25 statków rocznie było dopuszczonych do Joseon
Pod koniec XVI w. japoński przywódca Hideyoshi Toyotomi zgromadził pod swoimi rozkazami wielu lokalnych władców (daimyō), planując zjednoczenie wszystkich frakcji dla wspólnej sprawy. Koalicja Hideyoshiego zaatakowała Koreę, co doprowadziło do siedmioletniej wojny. Cuszima była główną bazą morską dla tej inwazji. W ramach wsparcia wysiłku wojennego do 1603 roku na Cuszimę przetransportowano dużą liczbę koreańskich pracowników.
Po fiasku japońskiej inwazji między dwoma narodami ponownie zapanował pokój. Cuszima jeszcze raz stała się kupieckim portem. Aż do 1755 handel był zarządzany przez reprezentantów wysyłanych zarówno przez dynastię Joseon, jak i siogunat Tokugawów. W okresie Edo powoli przywracano rządy japońskie, korzystając z faktu, że dynastia Joseon nie kolonizowała wysp swoimi ludźmi, kontynuując politykę pozostawienia ich w stanie niezamieszkanym. Mimo to rząd Joseon nie uznawał roszczeń Japonii do Cuszimy i do 1860 roku kontynuował druk map z Cuszimą jako częścią swojego terytorium. Pod koniec XIX w. rząd Meiji oficjalnie włączył wyspy do Japonii.
W 1871 roku, z powodu zniesienia hanów, domena Tsushima stała się częścią prefektury Izuhara. W tym samym roku prefektura Izuhara została połączona z prefekturą Imari, a w 1872 roku nazwa została zmieniona na prefekturę Saga. W 1872 roku Cuszima została przeniesiona do prefektury Nagasaki, a jej dwa okręgi Kami-agata i Shimo-agata zostały połączone, tworząc nowoczesne miasto Tsushima. Te zmiany były częścią szerokich reform, które były przeprowadzane w Japonii w wyniku restauracji Meiji. W tym okresie Japonia stawała się nowoczesnym państwem i regionalną potęgą gospodarczą, przechodząc szeroko zakrojone zmiany w rządach, przemyśle i edukacji.

### XX wiek
Po wojnie chińsko-japońskiej zakończonej traktatem z Shimonoseki Japonia czuła się upokorzona przez interwencję mocarstw (Niemcy, Francja i Rosja), które pod groźbą siły zmusiły ją do oddania Chinom cennego półwyspu Liaodong. W wyniku tego japońscy przywódcy przewidzieli trafnie, że wojna z Rosją lub innym zachodnim mocarstwem jest bardzo prawdopodobna. W latach 1895–1904 marynarka japońska przebiła przez skaliste przesmyki pomiędzy zatoką Aso na zachodzie i cieśniną Cuszima na wschodzie kanał Manzeki-seto o 25 m szerokości i 3 m głębokości. Podzielił on praktycznie wyspę na dwie części. W późniejszym czasie został on powiększony do 40 m szerokości i 4,5 m głębokości. Decyzja o realizacji tego projektu w czasie, gdy Japonia wciąż pracowała nad stworzeniem gospodarki przemysłowej, była podyktowana przede wszystkim uwarunkowaniami strategicznymi. Kanał umożliwił Japończykom szybkie przemieszczanie transportów i okrętów z ich głównych baz morskich na Morzu Wewnętrznym (bezpośrednio na wschodzie), przez cieśninę Cuszima do Cieśniny Koreańskiej lub miejsc poza Morzem Żółtym.
W czasie wojny rosyjsko-japońskiej w 1905 roku miała miejsce bitwa pod Cuszimą, podczas której rosyjska Flota Bałtycka dowodzona przez wiceadmirała Rożestwienskiego została po niemal rocznym rejsie z Morza Bałtyckiego na Daleki Wschód zniszczona przez Japończyków pod dowództwem admirała Heihachirō Tōgō. Japońskie krążowniki zaczęły śledzić rosyjską flotę od południowego krańca wyspy i podążały za nią przez Cieśninę Cuszimską, gdzie czekała główna flota japońska. Bitwa zaczęła się około południa na północny wschód od północnej części wyspy i zakończyła następnego dnia na północ od niej, gdy Japończycy okrążyli flotę rosyjską. Niewiele bitew w historii miało tak zdecydowany wynik.
Podczas wojny koreańskiej, gdy Koreańska Armia Ludowa zbliżyła się do strefy brzegowej Korei Południowej w pobliżu Pusan (sierpień 1950), Cuszima stała się miejscem ucieczki dla wielu prominentnych osób z Korei Południowej.
Obecnie Cuszima jest częścią zreorganizowanej japońskiej prefektury Nagasaki. 1 marca 2004 sześć miast znajdujących się na wyspie (Izuhara, Mitsushima, Toyotama, Mine, Kami-agata i Kami-tsushima) zostało administracyjnie połączonych, tworząc miasto Tsushima.

### Roszczenia Korei Południowej
Po II wojnie światowej w Korei Południowej pojawił się ruch na rzecz pozyskania Cuszimy, wspierający swoje roszczenia do wyspy jej historycznymi powiązaniami z różnymi królestwami Korei. W 1948 biuro Politycznego Doradcy SCAP otrzymało dokument „Request for Arrangement of Lands Between Korea and Japan” (Wniosek o podział ziem między Koreą a Japonią), pochodzący od „Stowarzyszenia Patriotycznych Starców” z Seulu. Petycja była próbą wyjaśnienia praw Korei do Ulleung-do, Dokdo (jap. Takeshima/ang. Liancourt Rocks), Parangdo i Cuszimy. Mimo iż pochodziła ona prawdopodobnie od prywatnej organizacji, petycja przedstawiała stanowisko prezydenta Korei Południowej Rhee Syng-mana wobec Japonii.
Podczas noworocznej konferencji prasowej w 1949, Syngman Rhee formalnie zażądał od Japonii przekazania zwierzchnictwa nad wyspą. Jednakże to żądanie nigdy nie było poważnie rozpatrywane przez wojskowy zarząd (Supreme Commander of the Allied Powers) generała Douglasa MacArthura. Prowadzone badania, zarówno historyczne, jak i rządowe, wykazały problemy z oceną tych żądań, ze względu na istnienie zapisów historycznych sięgających roku 240 i dowodzących mieszanych wpływów i kontroli. Wybuch wojny koreańskiej w następnym roku i problemy gospodarcze, z jakimi Korea Południowa zmagała się w następnej dekadzie spowodowały, że rząd Korei Południowej przestał zgłaszać żądania terytorialne.
W 1952 Traktat z San Francisco (traktat pokojowy z Japonią) przyznał Cuszimę Japonii. Mimo to, prezydent Korei Południowej Syngman Rhee zadeklarował później, że Cuszima jest częścią Korei Południowej. Dyskusja na temat zwierzchnictwa wydaje się daleka od końca, szczególnie wśród nacjonalistycznych grup południowokoreańskich, ale związki ekonomiczne między Japonią i Południową Koreą w znacznym stopniu złagodziły retorykę.
Roszczenia prefektury Shimane do Takeshimy (ang. Liancourt Rocks/kor. Dokdo) sprowokowały w marcu 2005 roku koreańskie miasto Masan do ogłoszenia 19 czerwca „dniem Daema-do” i uznania Cuszimy („Daema-do” po koreańsku) za część Gyeongsangu Południowego (prowincja w Korei Południowej). Rezolucja została odrzucona przez południowokoreański rząd. Rada miejska Masan oświadczyła jednak, że nie wycofa swoich żądań, ponieważ Cuszima nigdy nie została formalnie oddana Japonii. Ta deklaracja zyskała pewne społeczne poparcie idei Cuszimy jako części Korei, co zmusiło rząd do polecenia radzie miejskiej wycofania się z żądań. Japoński rząd nie wystosował żadnej oficjalnej odpowiedzi na żądania rady miejskiej.

### Koreańskie nazewnictwo
Cuszima posiada tradycyjną koreańską nazwę Daemado (Taemato; Hangul: 대마도; Hanja: 對馬島), jednakże obecnie rząd południowokoreański i większość środków masowego przekazu używa oficjalnie fonetycznej transkrypcji nazwy ogólnie przyjętej na świecie: Sseusima (쓰시마). Mimo to wielu Koreańczyków, szczególnie wśród skrajnych nacjonalistów, nadal używa tradycyjnej nazwy.

## Demografia i kultura
Populacja wysp wynosi około 41 tys. i składa się głównie z Japończyków, z mniejszością filipińską i koreańską.
Profesor Cho Kyeung-dal z Chiba University sugeruje, że lokalna kultura w miarę upływu czasu łączyła w sobie tradycje japońską i koreańską, ze względu na usytuowanie wysp pomiędzy Japonią a Koreą. Przykładowo, koreańskie pieśni takie jak „Arirang” (lub „Ariran”) i „Chingu” są popularne na Cuszimie. Doprowadziło to do powstania unikalnych festiwali, nie spotykanych w innych częściach Japonii, takich jak Festiwal Arirang (utworzony w 1964) i odbywający się w sierpniu Festiwal Muzyki Chingu. Inne ślady wpływów koreańskich obejmują koreańską metodę budowy zamków widoczną w zamku Kaneda.
Lokalny dialekt, tsushima-ben, zawiera słowa wywodzące się z języka koreańskiego, w szczególności z dialektu gyeongsang. Na użytek turystów, wiele napisów na Cuszimie jest zapisanych po koreańsku.
Tradycja religijna Cuszimy jest odbiciem tej panującej w pozostałej części Japonii. Większość mieszkańców wyznaje buddyzm lub shintō. Istnieje niewielka społeczność chrześcijańska, składająca się głównie z Koreańczyków i Filipińczyków.

## Gospodarka

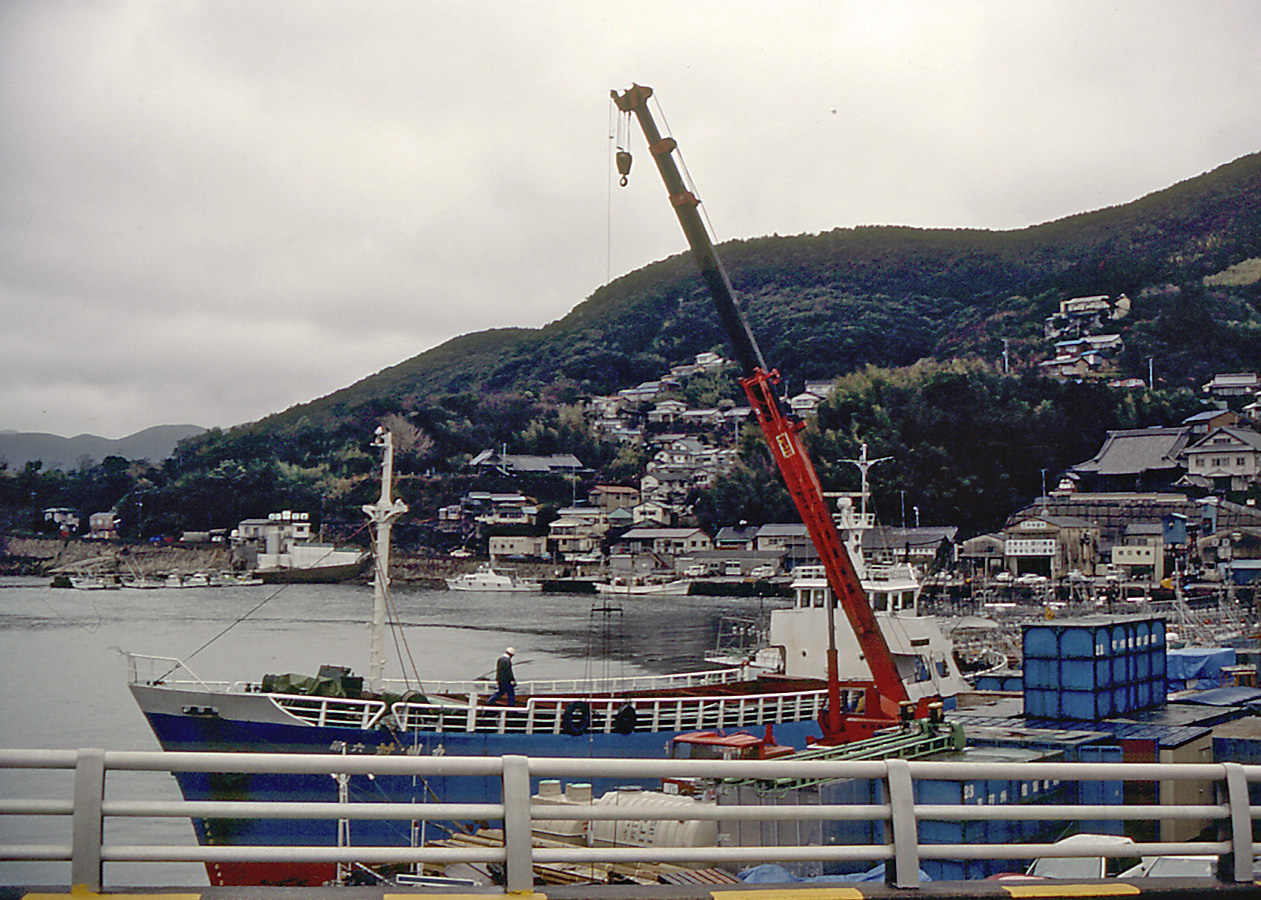
Port na Cuszimie

Według spisu ludności z 2000 roku, 23,9% miejscowej populacji jest zatrudnione w przemyśle, rolnictwie i rybołówstwie. Na handel i usługi przypada odpowiednio 19,7% i 56,4% populacji. 82,6% zatrudnionych w przemyśle, rolnictwie i rybołówstwie pracuje w rybołówstwie, skoncentrowanym na połowach kałamarnic na wschodnim wybrzeżu Cuszimy.
Ostatnio występuje tendencja wzrostu liczby osób zatrudnionych w sektorze usługowym i turystyce. Szczególnie duży wkład w gospodarkę wysp ma ostatnio turystyka, nastawiona zwłaszcza na Koreańczyków.

### Strony japońskie
- Profil miasta Tsushima. city.tsushima.nagasaki.jp. [zarchiwizowane z tego adresu (2020-09-10)].

### Strony koreańskie
- Artykuł na newsgroup z 1998 autorstwa Gari Ledyarda, profesora historii koreańskiej na Columbia University w Nowym Jorku. koreaweb.ws. [zarchiwizowane z tego adresu (2006-04-27)].
- Odpowiedź kanadyjskiego blogera na żądania koreańskich nacjonalistów
- Artykuł z Korea Times: Tsushima Controlled by Ancient Korean Kingdom
- Wyspa Cuszima dla Korei?, blog mirror
- Raport Departamentu Stanu USA na temat koreańskich roszczeń do Cuszimy, przygotowany 30 marca 1950
- „Request for Arrangement of Lands Between Korea and Japan” przesłany przez Stowarzyszenie Patriotycznych Starców z Seulu (5 sierpnia 1948).

### Pozostałe
- Mapa Cuszimy (encarta). encarta.msn.com. [zarchiwizowane z tego adresu (2009-11-02)].
- Prognoza pogody dla Cuszimy. wunderground.com. [zarchiwizowane z tego adresu (2006-03-08)].